# Gino Colaussi
Luigi Colausig, connu sous le nom italianisé de Gino Colaussi (né le 4 mars 1914 à Gradisca d'Isonzo, dans la province de Gorizia dans le Frioul-Vénétie Julienne et mort le 27 juillet 1991) est un footballeur international italien actif en tant qu'ailier durant les années 1930.

## Biographie
Colaussi jouait attaquant à Triestina, la Juventus (avec qui il dispute son premier match en le 27 octobre 1940 lors d'un match nul 2-2 contre Naples en Serie A), Vicenza et Padova.
Il a remporté la coupe du monde 1938 avec l'Italie, en marquant 4 buts durant la compétition. Il est le premier à réaliser un doublé dans une finale de coupe du monde.

## Palmarès
| Juventus - Coupe d'Italie (1) : - Vainqueur : 1941-42. |  | Italie - Coupe du monde (1) : - Vainqueur : 1938. - Coupe internationale (1) : - Vainqueur : 1933-1935. |